# Team Specialized-lululemon/Saison 2012
Dieser Artikel listet die Erfolge und Fahrerinnen des Radsportteams Specialized-lululemon in der Saison 2012 auf.
Nach Ablauf der Saison belegte Evelyn Stevens in der UCI-Weltrangliste Straßenradsport der Frauen Rang 4 und in der Einzelwertung des Rad-Weltcups der Frauen 2012 Rang drei. Das Team schloss die Weltcup-Mannschaftswertung auf Platz drei und das UCI-Teamranking auf Platz zwei ab.

## Team
| Name                | Geburtstag         | Nationalität           |
| ------------------- | ------------------ | ---------------------- |
| Charlotte Becker    | 19. Mai 1983       | Deutschland            |
| Lisa Brennauer      | 8. Juni 1988       | Deutschland            |
| Katie Colclough     | 20. Januar 1990    | Vereinigtes Königreich |
| Emilia Fahlin       | 24. Oktober 1988   | Schweden               |
| Chloe Hosking       | 1. Oktober 1990    | Australien             |
| Clara Hughes        | 27. September 1972 | Kanada                 |
| Amber Neben         | 18. Februar 1975   | Vereinigte Staaten     |
| Loren Rowney        | 14. Oktober 1988   | Australien             |
| Ally Stacher        | 8. Juni 1987       | Vereinigte Staaten     |
| Evelyn Stevens      | 9. Mai 1983        | Vereinigte Staaten     |
| Ina-Yoko Teutenberg | 28. Oktober 1974   | Deutschland            |
| Ellen van Dijk      | 11. Februar 1987   | Niederlande            |
| Trixi Worrack       | 28. September 1981 | Deutschland            |

## Erfolge
| Datum          | Rennen                                                        | Kat. | Siegerin                   |
| -------------- | ------------------------------------------------------------- | ---- | -------------------------- |
| 2. Februar     | Ladies Tour of Qatar, 2. Etappe                               | 2.1  | Trixi Worrack              |
| 8. März        | Drentse 8                                                     | 1.1  | Chloe Hosking              |
| 5. April       | Energiewacht Tour, 2. Etappe                                  | 2.2  | Ina-Yoko Teutenberg        |
| 6. April       | Energiewacht Tour 3. Etappe                                   | 2.2  | Ina-Yoko Teutenberg        |
| 7. April       | Energiewacht Tour 4b. Etappe (MZF)                            | 2.2  | Team Specialized-lululemon |
| 4.–8. April    | Energiewacht Tour                                             | 2.2  | Ina-Yoko Teutenberg        |
| 15. April      | Halle-Buizingen                                               | 1.2  | Chloe Hosking              |
| 18. April      | La Flèche Wallonne Féminine                                   | CDM  | Evelyn Stevens             |
| 21. April      | EPZ Omloop van Borsele                                        | 1.2  | Trixi Worrack              |
| 25. April      | Gracia Orlova Prolog                                          | 2.2  | Ellen van Dijk             |
| 26. April      | Gracia Orlova 1. Etappe                                       | 2.2  | Evelyn Stevens             |
| 27. April      | Gracia Orlova 2. Etappe (EZF)                                 | 2.2  | Ellen van Dijk             |
| 28. April      | Gracia Orlova 3. Etappe                                       | 2.2  | Trixi Worrack              |
| 29. April      | Gracia Orlova 4. Etappe                                       | 2.2  | Katie Colclough            |
| 29. April      | Gracia Orlova Gesamtwertung                                   | 2.2  | Evelyn Stevens             |
| 19. Mai        | Chrono Gatineau (EZF)                                         | 1.1  | Clara Hughes               |
| 21. Mai        | Grand Prix cycliste de Gatineau                               | 1.1  | Ina-Yoko Teutenberg        |
| 26. Mai        | The Exergy Tour 2. Etappe (EZF)                               | 2.1  | Amber Neben                |
| 27. Mai        | The Exergy Tour 3. Etappe                                     | 2.1  | Ina-Yoko Teutenberg        |
| 28. Mai        | The Exergy Tour Gesamtwertung                                 | 2.1  | Evelyn Stevens             |
| 3. Juni        | Liberty Classic                                               | 1.1  | Ina-Yoko Teutenberg        |
| 7. Juni        | Emakumeen Euskal Bira 1. Etappe                               | 2.1  | Ina-Yoko Teutenberg        |
| 20. Juni       | Niederländische Meisterschaft Einzelzeitfahren                | CN   | Ellen van Dijk             |
| 21. Juni       | US-Meisterschaft Einzelzeitfahren                             | CN   | Amber Neben                |
| 21. Juni       | Kanadische Meisterschaft Einzelzeitfahren                     | CN   | Clara Hughes               |
| 1. Juli        | Giro d’Italia Femminile 3. Etappe                             | 2.1  | Evelyn Stevens             |
| 17. Juli       | Internationale Thüringen-Rundfahrt der Frauen 1. Etappe       | 2.1  | Ina-Yoko Teutenberg        |
| 18. Juli       | Internationale Thüringen-Rundfahrt der Frauen 2. Etappe       | 2.1  | Ina-Yoko Teutenberg        |
| 19. Juli       | Internationale Thüringen-Rundfahrt der Frauen 3. Etappe       | 2.1  | Trixi Worrack              |
| 20. Juli       | Internationale Thüringen-Rundfahrt der Frauen 4. Etappe (EZF) | 2.1  | Trixi Worrack              |
| 8. August      | La Route de France 5. Etappe                                  | 2.1  | Chloe Hosking              |
| 9. August      | La Route de France 6. Etappe                                  | 2.1  | Loren Rowney               |
| 10. August     | La Route de France 7. Etappe                                  | 2.1  | Evelyn Stevens             |
| 12. August     | La Route de France 9. Etappe                                  | 2.1  | Evelyn Stevens             |
| 4.–12. August  | La Route de France                                            | 2.1  | Evelyn Stevens             |
| 17. August     | Open de Suède Vårgårda – Teamzeitfahren                       | CDM  | Team Specialized-lululemon |
| 27. August     | Lotto-Decca Tour 3. Etappe                                    | 2.2  | Ellen van Dijk             |
| 25.–27. August | Lotto-Decca Tour Gesamtwertung                                | 2.2  | Ellen van Dijk             |
| 4. September   | Brainwash Ladies Tour 1. Etappe                               | 2.1  | Ina-Yoko Teutenberg        |
| 5. September   | Brainwash Ladies Tour 2. Etappe (MZF)                         | 2.1  | Team Specialized-lululemon |
| 8. September   | Brainwash Ladies Tour 5. Etappe                               | 2.1  | Ina-Yoko Teutenberg        |
| 16. September  | Weltmeisterschaften Teamzeitfahren                            | CM   | Team Specialized-lululemon |
| 14. Oktober    | Chrono des Nations                                            | 1.1  | Amber Neben                |